# 47e division d'infanterie (États-Unis)
Pour les articles homonymes, voir 47e division d'infanterie.
La 47e division d'infanterie des États-Unis  est une division de l'armée américaine créée en 1946.

## Commandants
| Nom                     | Date de début     | Date de fin       | Durée                      |
| ----------------------- | ----------------- | ----------------- | -------------------------- |
| Norman E. Hendrickson   | 1er août 1946     | 20 janvier 1954   | 7 ans, 5 mois et 19 jours  |
| Philip C. Bettenburg    | 25 janvier 1954   | 31 janvier 1958   | 4 ans et 6 jours           |
| Richard Cook            | 1er février 1958  | 14 janvier 1960   | 1 an, 11 mois et 13 jours  |
| Robert P. Miller        | 15 janvier 1960   | 6 octobre 1963    | 3 ans, 8 mois et 21 jours  |
| Donald C. Grant         | 7 octobre 1963    | 31 mars 1971      | 7 ans, 5 mois et 24 jours  |
| Paul V. Meyer           | 1er avril 1971    | 27 septembre 1973 | 2 ans, 5 mois et 26 jours  |
| William S. Lundberg Jr. | 28 septembre 1973 | 30 janvier 1976   | 2 ans, 4 mois et 2 jours   |
| James S. O'Brien        | 1er juillet 1976  | 23 juin 1979      | 2 ans, 11 mois et 22 jours |
| Robert G. Walker        | 24 juin 1979      | 31 octobre 1982   | 3 ans, 4 mois et 7 jours   |
| Edward W. Waldon        | 1er novembre 1982 | 8 décembre 1985   | 3 ans, 1 mois et 7 jours   |
| Allan R. Meixner        | 9 décembre 1985   | 20 septembre 1986 | 9 mois et 11 jours         |
| Robert L. Blevins       | 21 septembre 1986 | 31 octobre 1988   | 2 ans, 1 mois et 10 jours  |
| David H. Lueck          | 1er novembre 1988 | 10 février 1991   | 2 ans, 3 mois et 9 jours   |